# Kecskemét SE (kézilabda)
A Kecskemét SE a Kecskemét SE egyik szakosztálya, Kecskemét férfi kézilabdacsapata. Korábban Delfin KC-ként, Kecskeméti KC-ként, illetve szponzorált nevén Budapest Bank Kecskeméti KSE-ként volt ismert. Hazai arénája a Messzi István Sportcsarnok. A csapat 2008 óta játszik az első osztályban. A klub az első élvonalbeli idényében a 10. helyet szerezte meg. A csapat edzője Avar György.

## Jelenlegi keret
| Név             | Nemzetiség | Mezszám |
| --------------- | ---------- | ------- |
| Bajusz Sándor   | magyar     | 2       |
| Szabó Péter     | magyar     | 7       |
| Csatai Zoltán   | magyar     | 9       |
| Makai Lajos     | magyar     | 10      |
| Gyuris Patrik   | magyar     | 14      |
| Varsandán Milán | magyar     | 15      |
| Nagy Levente    | magyar     | 16      |
| Berta Róbert    | magyar     | 17      |
| Csorba Gábor    | magyar     | 21      |
| Dobó Zsolt      | magyar     | 25      |
| Andrej Petro    | szlovák    | 85      |
| Simon Bence     | magyar     | ##      |
| Temesvári János | magyar     | ##      |
| Vancsics János  | magyar     | ##      |

## Ismertebb játékosok
- Vladislav Veselinov
- Dejan Dobardžijev

## A közelmúlt statisztikái
| Alapszakasz | Alapszakasz    | Alapszakasz | Alapszakasz | Alapszakasz | Alapszakasz | Alapszakasz | Alapszakasz | Alapszakasz | Alapszakasz | Rájátszás        | Rájátszás      | Rájátszás | Rájátszás | Rájátszás | Rájátszás | Rájátszás | Rájátszás | Rájátszás |
| ----------- | -------------- | ----------- | ----------- | ----------- | ----------- | ----------- | ----------- | ----------- | ----------- | ---------------- | -------------- | --------- | --------- | --------- | --------- | --------- | --------- | --------- |
| Szezon      | Bajnokság      | Helyezés    | M           | Gy          | D           | V           | Dob.        | Kap.        | Pont        | Rájátszás típusa | Végső helyezés | M         | Gy        | D         | V         | Dob.      | Kap.      | Pont      |
| 1997-1998   | NB I/B Kelet   | 7.          | 26          | 10          | 5           | 11          | 662         | 669         | 25          |                  |                |           |           |           |           |           |           |           |
| 1998-1999   | NB I/B Kelet   | 10.         | 26          | 8           | 6           | 12          | 626         | 654         | 22          |                  |                |           |           |           |           |           |           |           |
| 1999-2000   | NB I/B Kelet   | 7.          | 22          | 7           | 5           | 10          | 513         | 542         | 19          |                  |                |           |           |           |           |           |           |           |
| 2000-2001   | NB I/B Kelet   | 11.         | 24          | 6           | 2           | 16          | 575         | 651         | 14          |                  |                |           |           |           |           |           |           |           |
| 2001-2002   | NB I/B Kelet   | 13.         | 24          | 2           | 2           | 20          | 590         | 745         | 6           |                  |                |           |           |           |           |           |           |           |
| 2002-2003   | NB II Délkelet | 11.         | 20          | 3           | 0           | 17          | 496         | 581         | 6           |                  |                |           |           |           |           |           |           |           |
| 2003-2004   | NB II Dél      | 11.         | 20          | 4           | 2           | 14          | 477         | 558         | 10          |                  |                |           |           |           |           |           |           |           |
| 2004-2005   | NB II Délkelet | 1.          | 20          | 19          | 0           | 1           | 650         | 423         | 38          |                  |                |           |           |           |           |           |           |           |
| 2005-2006   | NB I/B Kelet   | 5.          | 26          | 17          | 1           | 8           | 728         | 647         | 35          |                  |                |           |           |           |           |           |           |           |
| 2006-2007   | NB I/B Kelet   | 3.          | 26          | 19          | 1           | 6           | 757         | 607         | 39          |                  |                |           |           |           |           |           |           |           |
| 2007-2008   | NB I/B Kelet   | 1.          | 22          | 20          | 0           | 2           | 686         | 533         | 40          |                  |                |           |           |           |           |           |           |           |
| 2008-2009   | NB I           | 10.         | 26          | 7           | 4           | 15          | 697         | 771         | 18          | 9-12. helyért    | 10.            | 6         | 3         | 1         | 2         | 172       | 165       | 10        |
| 2009-2010   | NB I           | 8.          | 24          | 7           | 4           | 13          | 639         | 674         | 18          | 5-8. helyért     | 8.             | 6         | 2         | 1         | 3         | 144       | 150       | 7         |
| 2010-2011   | NB I           | 8.          | 7           | 1           | 2           | 4           | 190         | 228         | 4           |                  |                |           |           |           |           |           |           |           |